# Роберто Матосас
Роберто Матосас (ісп. Roberto Matosas, нар. 11 травня 1940, Мерседес) — уругвайський футболіст, що грав на позиції захисника, півзахисника. По завершенні ігрової кар'єри — тренер. Виступав, зокрема, за клуби «Пеньяроль», «Рівер Плейт» та «Пеньяроль», а також національну збірну Уругваю.
П'ятиразовий чемпіон Уругваю. Володар Кубка Лібертадорес. 

## Клубна кар'єра
Роберто Матосас народився 11 травня 1940 року в місті Мерседес, футболом розпочинав займатися у місцевій команді «Брістоль». У 1959 році перейшов до молодіжного складу «Пеньяроля», де дебютував на професіональному рівні наступного року. Уже в перший же рік Матосас разом з командою виграв перший в історії розіграш Кубку Лібертадорес. У 1961 році Пеньяроль повторив свій успіх, додавши також у колекцію трофеїв та перемогу в Міжконтинентальному кубку. Але сам Матосас не зіграв у трьох матчах проти португальської «Бенфіки», хоча і був у заявці.
У 1965 році Роберто перейшов в аргентинський «Рівер Плейт». Це був один з найдорожчих трансферів у світовому футболі на той час. Разом з «Мільйонерами» уругваєць дійшов в 1966 році до фіналу Кубка Лібертадорес, але так і не зумів стати чемпіоном Аргентини. Матосас з 1961 по 1973 рік провів у розіграшах Кубку Лібертадорес 78 матчів та выдзначився 6 голами.
У 1969 році Матосас повернувся в «Пеньяроль» — багато в чому це було обумовлено тим, що тренерський штаб збірної Уругваю орієнтувався, в першу чергу, на гравців, які виступали в першості Уругваю. Повернення на батьківщину допомогло Матосасу потрапити в збірну на чемпіонат світу 1970 року.
Завершував кар'єру Матосас у Північній Америці — у 1973-1974 роках виступав за новачка Прімери Мексики «Сан-Луїс», потім провів 1 сезон у «Толуці», а в 1976 році був граючим тренером команди «Сан-Антоніо Тандер».

## Виступи за збірну
1963 року дебютував у футболці національної збірної Уругваю. У складі збірної був учасником чемпіонату світу 1970 року у Мексиці. Разом з нею зайняв 4-те місце на чемпіонаті світу 1970 року (на той час за четверте місце команді вручалися бронзові медалі), провівши всі 6 матчів, зіграних Селесте на турнірі.
Загалом протягом кар'єри у національній команді, яка тривала 9 років, провів у її формі 20 матчів.

## Кар'єра тренера
По завершення кар'єри гравця розпочав тренерську діяльність. Майже два роки, які «Атлетас Кампесіонес» провів у вищому дивізіоні Мексики, команду тренував Роберто Матосас. Після того як команда продала власну ліцензію на виступу у вищому дивізіоні «Тампіко-Мадеро» в 1982 році, Роберто перейшов на посаду головного тренера вище вказаного клубу. У сезонах 1983/84 та 1984/85 років Матосаса очолив «Монтеррей». Після цього повернувся до свого колишнього клубу, «Толуки». Потім протягом декількох років тренував «Веракрус» та «Сантос Лагуна».

## Досягнення
«Пеньяроль»
- Чемпіон Уругваю
  -  Чемпіон (5): 1961, 1962, 1964, 1965, 1973

- Кубок Лібертадорес
  -  Володар (1): 1961

- Міжконтинентальний кубок
  -  Володар (1): 1961

«Толука»
- Прімера Дивізіон Мексики
  -  Чемпіон (1): 1974/75